# Franco Trincavelli
Franco Trincavelli (* 7. Juni 1935 in Abbadia Lariana; † 10. November 1983 ebenda) war ein italienischer Ruderer, der zwei olympische Medaillen gewann.
Franco Trincavelli war bei Moto Guzzi in Mandello del Lario angestellt; so konnte er im betriebseigenen Sportverein von Moto Guzzi den Sport des Ruderns ausführen.
Ein Boot dieses Sportvereins konnte sich für die Ruder-Europameisterschaften 1956 in Bled qualifizieren; Franco Trincavelli, Angelo Vanzin, Romano Sgheiz, Alberto Winkler und Steuermann Ivo Stefanoni belegten den dritten Platz im Vierer mit Steuermann hinter den Booten aus Finnland und aus der Sowjetunion.
Bei den Olympischen Spielen 1956 in Melbourne siegten die fünf Italiener im Finale mit drei Sekunden Vorsprung vor den Schweden und den finnischen Europameistern; das Boot aus der Sowjetunion war schon im Halbfinale ausgeschieden.
1957 wechselte der komplette Vierer in den Achter und siegte bei den Europameisterschaften in Duisburg.
Für die Olympischen Spiele 1960 kehrten einige Olympiasieger von 1956 zurück in den Vierer mit, der in der Besetzung Romano Sgheiz, Franco Trincavelli, Fulvio Balatti, Giovanni Zucchi und Ivo Stefanoni den dritten Platz hinter den Booten aus Deutschland und Frankreich belegte.